# 加薩-耶利哥協定
加薩-耶利哥協定（英語：Gaza–Jericho Agreement；阿拉伯语：‎；），全稱为「有關加薩走廊和耶利哥地区协定」，又称为1994年开罗协定（希伯來語：‎），是奥斯陆协定的後續條約，在協定中达成巴勒斯坦自治的细节。  1994年5月4日，阿拉法特和时任以色列总理的拉宾签署。

## 历史
协定规定在五年内，於西岸實現巴勒斯坦自治。根据加薩-耶利哥協定，以色列承诺在签署后的三周内，從西岸的耶利哥及加薩走廊撤出。  根據協定第三條權力轉移一節，成立巴勒斯坦民族權力機構。1994年7月5日，阿拉法特就任巴勒斯坦民族权力機構首任主席。
协定其餘部分是有關经济关系 (巴黎經濟议定书)，和建立巴勒斯坦民事警察部队。巴黎议定书规定了以色列与巴勒斯坦当局之间的经济关系，但实际上巴勒斯坦將被整合至以色列经济體系中。
《加薩-耶利哥協定》後整合至《奧斯陸第二協議》。奧斯陸第二协定，全稱為1995年9月24日和28日关于西岸和加薩地区的临时协定 (奥斯陆第二協議，第16条，最后条款) 。